# Country Willie: His Own Songs
Country Willie: His Own Songs — третій студійний альбом американського співака Віллі Нельсона, представлений у 1965 році під лейблом RCA Records.

## Передісторія
Liberty випустили перші два альбоми Нельсона («...And Then I Wrote» і «Here's Willie Nelson» у 1962 і 1963 роках відповідно) після того, як пісні авторства Нельсона стали хітами таких зірок кантрі як Фарон Янг, Біллі Вокер і Петсі Клайн. Однак ці альбоми мало нагадували ті, якими він згодом прославився, оскільки були доповнені значним оркеструванням, типовим для звучання Нешвілла. «Було схвалення критиків, — згадував пізніше Нельсон, — але сприйняття публікою залишалося прохолодним. Саме мої живі виступи… допомогли мені виховати невелику, але лояльну кількість прихильників». З появою The Beatles у 1963 році Liberty закинули свій кантрі-підрозділ, і після роботи фермером у Ріджтопі, штат Теннессі, Чет Аткінс з RCA уклав контракт із Нельсоном. Музикант захоплювався Аткінсом, але також мав застереження: «Мені подобався Чет. Я дуже поважав його історію створення хітів і, звичайно, його власні майстерні музичні навички. Однак у мене було відчуття, що, як і багато інших у Music Row, Чет сприймав мене як аутсайдера, який писав аутсайдерські пісні та співав у аутсайдерському стилі. Для всіх практичних цілей Чет був найкращим інсайдером Нашвілла».

## Запис і композиція
Аткінс і Нельсон вперше працювали разом над різдвяним синглом «Pretty Paper» у листопаді 1964 року, а в січні та квітні 1965 року записали сесії, які склали основну частину «Country Willie: His Own Songs». Альбом містить перероблені версії найвідоміших на той час пісень музиканта, таких як «Night Life» та «Funny How Time Slips Away», а також нові пісні, як-от «Healing Hands of Time». Пізніше Нельсон сказав про «One Day at a Time» і «It Should Be Easier Now»: «Це пісні дуже особистого характеру, але кожен може сприйняти їх відповідно до власної ситуації». Біограф Нельсона Джо Нік Патоскі зауважує:
|  | Альбом також представив оригінальні пісні, такі як духовна-на-поверхні, але моторошна-коли-ти-думаєш-про-це «Healing Hands of Time», а також «Darkness on the Face of the Earth» і два номери, які говорили про розвиток особистої філософії Віллі, «My Own Peculiar Way» і «One Day at a Time». Пісні були загорнуті в напіворкестрові аранжування, схожі на ті, що зробив Ерні Фрімен для своїх записів Liberty. |

У своїх мемуарах 2015 року Нельсон сказав про цей альбом:
|  | У RCA я намагався наслідувати Чета Аткінса настільки, наскільки міг. Я погодився з його пропозицією назвати мій перший альбом для лейблу Country Willie: His Own Songs. Я також погодився з його ідеєю перезаписати деякі з моїх пісень, які були хітами інших виконавців… Проте до всіх із них Чет додав необхідні підсолоджувачі — важкі струнні секції та хор, які нібито робили мою музику ще більш приємною. Це не спрацювало. |

У 1975 році на United Artists вийшов збірний альбом із подібною назвою. Названий просто Country Willie, це була колекція бі-сайдів і альбомних треків за період перебування Нельсона в Liberty Records.

## Прийняття
AllMusic пише: «Хоча деякі з цих мелодій з'явилися у своїх оригінальних версіях в альбомі United Artist Best of Willie Nelson, на це все ще варто звернути увагу». Біограф Нельсона Джо Нік Потоскі зазначає: «Продажі були мізерними, єдиним винятком був Техас, де альбом зміцнив позицію Віллі як справжньої зірки Нашвілла і єдиного надійного способу продати квитки на шоу».

## Список пісень
| #     | Назва                               | Тривалість |
| ----- | ----------------------------------- | ---------- |
| 1.    | «One Day at a Time»                 | 2:32       |
| 2.    | «My Own Peculiar Way»               | 2:55       |
| 3.    | «Night Life»                        | 2:25       |
| 4.    | «Funny How Time Slips Away»         | 2:39       |
| 5.    | «Healing Hands of Time»             | 2:20       |
| 6.    | «Darkness on the Face of the Earth» | 2:26       |
| 7.    | «Hello Walls»                       | 2:11       |
| 8.    | «Are You Sure»                      | 2:10       |
| 9.    | «Mr. Record Man»                    | 2:13       |
| 10.   | «It Should Be Easier Now»           | 2:43       |
| 11.   | «So Much to Do»                     | 2:10       |
| 12.   | «Within Your Crowd»                 | 2:04       |
| 24:27 |                                     |            |

## Учасники запису
- Віллі Нельсон — гітара, вокал
- Джим Маллой — інженер